# Corrective Measures
Corrective Measures è un film statunitense del 2022 diretto da Sean O'Reilly.

## Trama
In un penitenziario di massima sicurezza che ospita criminali, creature mostruose e cibernetiche, le tensioni tra detenuti e personale si intensificano e finiscono per sovvertire l'ordine gerarchico.